# Château de Givray
Le château de Givray est un château situé à Bruyères-sur-Fère, en France.

## Localisation
Le château est situé sur la commune de Bruyères-sur-Fère, dans le département de l'Aisne.

## Historique
Le monument est inscrit au titre des monuments historiques en 1928.